# جولييان كاليرو
جولييان كاليرو (بالإسبانية: Julian Calero Fernandez) هو لاعب كرة قدم إسباني في مركز الوسط، ولد في 26 أكتوبر 1970 في مدريد في إسبانيا. لعب مع نادي فوينلابرادا.